# Sesto Dottore
Il Sesto Dottore è un'incarnazione del Dottore, il protagonista della serie televisiva britannica Doctor Who, interpretato da Colin Baker.
Il Sesto Dottore compare per tre stagioni, dal 1984 al 1986. La sua prima apparizione avviene nel finale dell'episodio The Caves of Androzani, segnato dalla rigenerazione del Quinto Dottore, subito seguita da una serie di episodi, raggruppati come The Twin Dilemma, che costituiscono il finale della ventunesima stagione della serie. Colin Baker fu scritturato per quattro anni minimo, onde evitare un abbandono precoce della serie come accaduto con il suo predecessore Peter Davison. Tuttavia, accade una situazione contraria, dopo le prime tre stagioni Baker avrebbe voluto interpretare ancora il Dottore per tutta la ventiquattresima stagione, ma gli fu invece offerto di riapparire solo in un'ultima storia completa per poi rigenerarsi. L'attore declinò l'invito, ragionando sul fatto che non voleva portare il pubblico a pensare di essere di fatto ancora il Dottore, illudendolo per pochi attimi nel 1987, quando invece era stato licenziato dalla serie. Per questo motivo la produzione escogitò di mostrare la sua rigenerazione nei minuti iniziali di Time and the Rani, con Sylvester McCoy che impersona brevemente il Sesto Dottore con una parrucca e il suo volto oscurato dalla luce della rigenerazione.

## Biografia del personaggio
La rigenerazione del Sesto Dottore sembra essere inizialmente instabile, ed egli arriva quasi a strangolare Peri prima di tornare in sé. Realizzando cosa stava per fare, dapprima pensa di ritirarsi a vita da eremita sul pianeta Titan 3, ma poi viene preso nel mezzo degli eventi in corso sul pianeta Jocanda, dopo i quali decide di riprendere i suoi viaggi (The Twin Dilemma). Incontra molti dei suoi vecchi nemici nel suo peregrinare, inclusi Il Maestro, i Dalek, i Sontaran, e i Cybermen, e vive persino un'avventura insieme con la sua seconda incarnazione in The Two Doctors. Affronta anche un Signore del Tempo rinnegato, la scienziata Rani, che sta conducendo esperimenti sugli umani utilizzando come copertura i disordini di Luddite.
Successivamente, il Dottore e Peri atterrano sul devastato pianeta Ravolox, che alla fine scoprono essere la Terra, mossasi attraverso lo spazio con conseguenze devastanti. Prima che possano scoprire la ragione di questo disastro, il TARDIS atterra su Thoros Beta. Cosa sia successo realmente non è ben chiaro, ma resoconti iniziali suggeriscono che Peri sia stata uccisa crudelmente in esperimenti di trapianto del cervello e il Dottore messo sotto processo (per la seconda volta) dai membri della sua stessa razza, i Signori del Tempo. In realtà il processo si rivela essere una messinscena ordita dall'Alto Consiglio. Una razza proveniente da Andromeda ha rubato i segreti dei Signori del Tempo e li ha nascosti sulla Terra, così per proteggere se stessi i Signori del Tempo hanno spostato l'orbita del pianeta Terra nello spazio profondo bruciandone la superficie con una immensa palla di fuoco e celandola sotto il nome di Ravolox. Il pubblico ministero al processo, Valeyard, si rivela essere una possibile incarnazione futura e malvagia del Dottore che vuole impossessarsi delle sue vite rimanenti. Egli inoltre aveva anche alterato i nastri di registrazione del TARDIS; in realtà Peri era sopravvissuta agli eventi di Thoros Beta. 
Ad un certo punto il Dottore inizia a viaggiare con una ragazza di nome Mel, sebbene come si siano conosciuti non venga mostrato sullo schermo. 
Quando il TARDIS viene attaccato da Rani, il Sesto Dottore resta ferito e si rigenera nel Settimo Dottore; l'esatta causa della rigenerazione, tuttavia, non viene mai ben chiarita. Alcuni resoconti non televisivi implicano che abbia semplicemente battuto la testa contro la consolle del TARDIS durante l'attacco; il romanzo Spiral Scratch afferma la rigenerazione non è dovuta solo alla ferita alla testa, ma anche perché il Dottore stava già morendo dopo aver sacrificato gran parte della sua energia cronologica in un precedente scontro; l'audio The Brink of Death dà una spiegazione diversa, secondo la quale il Sesto Dottore ha ricevuto un messaggio psichico dal sé stesso futuro che lo ha costretto a recarsi sul pianeta Lakertya, in modo tale da impedire un micidiale piano del Valeyard di sostituire tutti i Signori del Tempo, a cominciare proprio da lui: il TARDIS è stato attaccato da Rani con raggi di radiazioni focalizzate, innocue per gli umani ma mortali per i Signori del Tempo. Mel è svenuta mentre il Sesto Dottore, sapendo del suo inevitabile destino, si è rassicurato con un ultimo discorso prima di perdere i sensi, sentendo però la voce della sua futura incarnazione, il Settimo Dottore, che gli dice che "È tutt'altro che finita".

## Personalità

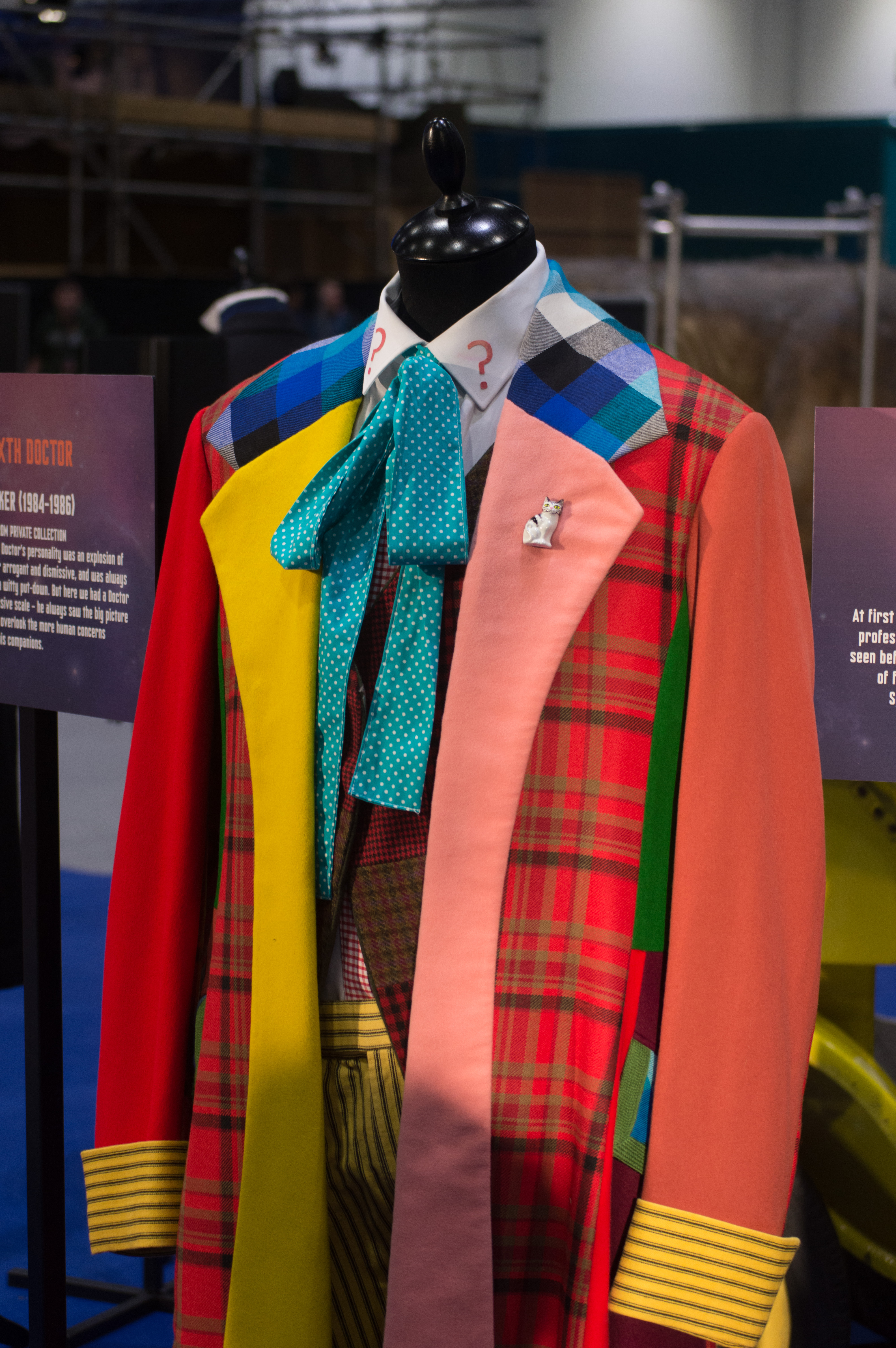
Il vestito del Sesto Dottore esposto alla Doctor Who Experience a Cardiff.

Il Sesto Dottore è imprevedibile, costantemente egocentrico, testardo, polemico, lunatico, melodrammatico e arrogante, credendosi notevolmente superiore a chiunque incontri. Tuttavia, dietro la sua arroganza, ha anche un lato premuroso ed empatico. Sebbene i suoi rapporti con Peri fossero a volte tesi (in particolare subito dopo la sua rigenerazione), era molto scioccato dalla sua apparente morte ed era rassicurato nello scoprire che era viva.
Indossa un abbigliamento multicolore che è spesso criticato, ha i capelli ricci biondi ed è un po' corpulento (in particolare nella stagione 23), tanto che Mel lo ha costretto ad esercizi fisici e bere succo di carota, con suo fastidio. Afferma che si vede come un miglioramento rispetto alla sua precedente incarnazione, perché quest'ultima "aveva una sorta di "fascino" incapace che non era lui". Litiga anche con il Secondo Dottore quando si incontrano.

## Apparizioni successive
Il Sesto Dottore è apparso anche in Dimensions in Time, un crossover tra EastEnders, una soap opera inglese, e Doctor Who.
Esistono anche dei romanzi e delle opere audio contenenti il personaggio del Sesto Dottore e infine il personaggio è stato citato visivamente più volte nella serie nuova del 2005.
- La sua immagine compare tra le altre incarnazioni negli episodi Un altro Dottore, L'undicesima ora, Incubo Cyberman e I mariti di River Song. È intravisto ne Il nome del Dottore quando Clara Oswald entra nella linea temporale del Dottore ed appare ne Il giorno del Dottore, attraverso materiale d'archivio, nel quale partecipa al salvataggio di Gallifrey ed è anche visto nel sogno dell'Undicesimo Dottore nel finale. Nel 2022 riprende il suo ruolo per un breve cameo nell'episodio speciale The Power of the Doctor
- In Top Gear[4], il TARDIS del Sesto Dottore compare sulla pista di prova, e mentre distrae un Cyberman, tenta di raggiungere un buon tempo nel giro con una Honda Civic. Il Dottore stabilisce un tempo di 1:43.
- È il protagonista del videogioco Doctor Who and the Mines of Terror del 1985-1986.